# Zwölferkommission
Die Außerordentliche Kommission der Zwölf (frz. Commission extraordinaire des Douze), die als Zwölferkommission bekannt war, war ein ephemeres Gremium des Nationalkonventes zur Zeit der Französischen Revolution. Der Ausschuss wurde von den regierenden Girondisten eingesetzt, um den immer lebhafter werdenden Auseinandersetzungen mit den Pariser Sektionen und der Pariser Kommune, die mehrheitlich von der Bergpartei geprägt waren, entgegenzuwirken. Die Kommission bestand vom 18. bis zum 31. Mai 1793. Mit dem Sturz der Girondisten am 2. Juni 1793 wurde sie wieder aufgelöst.

## Kontext
Seit der Geldschrankaffäre und dem damit verbundenen Rücktritt Rolands am 23. Januar 1793 geriet die Gironde immer mehr unter Druck und versuchte so weit als möglich anarchistische und revolutionäre Vorgänge auszubremsen. Einer dieser Versuche war die im März erfolgte Schaffung einer Sechserkommission, die aber keine drei Wochen Bestand hatte.
Im Frühjahr 1793 dann sah sich Frankreich einer Koalition europäischer Monarchien gegenüber, nachdem sie im Februar Großbritannien und den Vereinigten Provinzen und im März Spanien den Krieg erklärt hatten, während sich Aufstände ereigneten, vor allem in der Vendée. Die Ergebnisse der ersten Kriegshandlungen waren katastrophal. Am 1. April verriet General Dumouriez Frankreich, der das Vertrauen der Gironde hatte, und ging zu den Österreichern über. Die Nachricht wurde kurz darauf in der Hauptstadt bekannt und am 15. April forderte eine Petition, die von 35 der 48 Stadtteile von Paris, der Stadtverwaltung von Paris und dem Klub der Jakobiner unterzeichnet worden war, den Abschied von 22 Gironde-Abgeordneten.
Die Girondisten wollten die Initiatoren dieser Petition ausfindig machen und im weiteren Sinne die Macht der Kommune und der Sektionen, die für sie eine Opposition und eine Bedrohung darstellten, einschränken.

## Aufgaben
Auf Ersuchen von Barère sollte die Kommission alle Dekrete prüfen, die der Stadtrat und die Stadtteile von Paris im letzten Monat erlassen hatten, um alle Pläne zur Kenntnis zu nehmen, die gegen die Freiheit in Frankreich veranlasst wurden. Sie sollte die Innen- und Außenminister anhören, die Ausschüsse für allgemeine Sicherheit und öffentliche Sicherheit über den Sachverhalt informieren, der sich auf die Verschwörungen bezieht, die die nationale Vertretung bedroht haben, und alle erforderlichen Maßnahmen treffen, um Beweise für Verschwörungen zu sichern und um die betroffenen Personen unter Anklage zu stellen.

## Zusammensetzung
Am 21. Mai wurde die Kommission gewählt:
- Jean-Baptiste Boyer-Fonfrède
- Jean-Paul Rabaut Saint-Étienne
- Kervélégan
- Charles Saint-Martin-Valogne
- Louis-François-Sebastien Viger
- Jean-René Gomaire
- Bertrand von Hosdinière
- Jacques Boilleau
- Étienne Mollevaut
- Henry-Larivière
- François Bergoeing
- Jean-François Martin Gardien

Alle zwölf Kommissionäre waren Girondisten oder standen der Gironde nahe.